# Niclas Salomonsson
Niclas Harry Salomonsson, född 5 juni 1975, är en svensk litterär agent och företagare.

## Biografi
Salomonsson gick i privatskola i Genève, där hans far arbetade för FN, och började senare på Sigtuna humanistiska läroverk. I 20-årsåldern lärde han känna författaren Unni Drougge. De blev ett par 1998 och Salomonsson är dömd för misshandel av Drougge. Drougges bok Boven i mitt drama kallas kärlek från 2007 skildrar bland annat hennes och Salomonssons relation.
Salomonsson grundade Salomonsson Agency år 2000 tillsammans med sin bror och var dess vd fram till 2016 då han valde att fokusera på sin roll som litterär agent på företaget. Agenturen representerar flera av Sveriges främsta författare och Salomonsson har beskrivits som Boksveriges agentdominant. Han är även storägare av Ahlander Agency som även de representerar flera svenska författare.
Salomonsson var även medproducent till TV-serien Det som göms i snö.